# Cool Cool Rider
Cool Cool Rider è il secondo album in studio del cantante giamaicano Beenie Man, pubblicato nel 1992.

## Traccia
1. Hey
2. Cu-Cum Looks
3. Tek Him Money
4. Full a Glamity
5. Shot Em Up
6. Mi Arrow
7. Cool Cool Rider
8. Yu Body Good
9. Tell Me Now
10. Which One
11. Ghetto Youths
12. A Nuh Strength